# Dragontown
Dragontown — двадцать второй студийный и пятнадцатый сольный альбом Элиса Купера, выпущенный в 2001 году. Как и Brutal Planet, показывает более жёсткий стиль по сравнению со многими предыдущими. Диск занял в США 12-е место в рейтинге независимых альбомов журнала Billboard, и 197-е в рейтинге Billboard 200. Это худший показатель за всё время (за исключением не попавших в чарты альбомов Easy Action, Zipper Catches Skin и DaDa). Также это первый студийный альбом Купера, с которого не выпускались синглы.

## Об альбоме
В заглавной песне «Dragontown» упоминается несколько персонажей из Brutal Planet, такие как «wicked young man» из композиции «Wicked Young Man», «family of bones» из композиции «Pick Up the Bones», и лиричный герой из «It’s the Little Things», поэтому многие полагают, что альбом является сиквелом к диску Brutal Planet. Хотя Dragontown не получил такого признания как Brutal Planet, некоторые композиции про ад и тех, кто туда попал, противоречат апокалиптичному миру Brutal Planet. Композиции «I Just Wanna Be God» и «The Sentinel» исполняются от лица сатаны, как это было в «Gimme». Композиция «It’s Much Too Late» содержит прямые отсылки к жизни бывшего собутыльника Элиса, Джона Леннона, и исполняется с искусственным ливерпульским акцентом.
Дуг Ван Пелт, редактор христианского музыкального журнала HM Magazine, сравнивает Купера с К. С. Льюисом, заявляя, что он «забрал у дьявола микрофон и пытается вытрясти из него кишки и раскрыть его коварные планы». Ван Пелт считает, что «It’s Much Too Late» показывает неограниченную правду, которая состоит в том, что «Дорога в ад завалена хорошими парнями и благими намерениями…», и сравнивает «Sex, Death and Money» с Книгой притчей Соломоновых, говоря, что там не про «Секс, смерть и деньги», а наоборот — по-библейски против них.

## Список композиций
Все песни кроме «Go to Hell» и «Ballad of Dwight Fry» написаны Элисом Купером и Бобом Мерлеттом.
1. «Triggerman» — 4:00
2. «Deeper» — 4:36
3. «Dragontown» — 5:06
4. «Sex, Death and Money» — 3:39
5. «Fantasy Man» — 4:05
6. «Somewhere in the Jungle» — 5:22
7. «Disgraceland» — 3:34
8. «Sister Sara» — 4:35
9. «Every Woman Has a Name» — 3:45
10. «I Just Wanna Be God» — 3:53
11. «It’s Much Too Late» — 4:40
12. «The Sentinel» — 3:53

### 2002 Специальное издание
Было выпущено 24 сентября 2002 ограниченным тиражом в 7500 экземпляров. Издание включает в себя оригинальный диск с самим альбомом и бонусный диск с четырьмя композициями.
1. «Can’t Sleep, Clowns Will Eat Me» — 4:09
2. «Go to Hell» (Live) (Купер, Дик Вагнер, Боб Эзрин) — 3:48
3. «Ballad of Dwight Fry» (Live) (Купер, Майкл Оуэн Брюс) — 4:27
4. «Brutal Planet» (Cut and Play Remix) — 5:27

## Участники записи
- Элис Купер — вокал
- Райан Рокси — гитара
- Тим Пирс — гитара
- Грэг Смит — бас
- Кенни Аронофф — ударные
- Боб Марлетт — ритм-гитара, бас, клавишные